# The Masterplan (brano musicale)
The Masterplan è un brano della band inglese Oasis, pubblicato per la prima volta come lato b del singolo Wonderwall nel 1995.
Nel 1998 fu inserito nella raccolta di lati b del gruppo, denominata The Masterplan proprio dal nome della canzone.

## Videoclip
Nel 2006, in occasione dell'inserimento del brano nell'EP Stop the Clocks, pubblicato per anticipare l'uscita dell'omonima raccolta del gruppo, è stato prodotto un videoclip promozionale del brano. Il video è andato in onda per la prima volta in Gran Bretagna il 21 ottobre 2006 ed è in stile "cartone animato". Le immagini si ispirano ai quadri di Laurence Stephen Lowry, pittore britannico che negli anni cinquanta dipinse la Manchester industriale. Nel video compaiono anche degli schizzi dei membri del gruppo che si incamminano verso uno stadio stilizzato secondo un vecchio modello, che è l'idealizzazione del Maine Road, impianto demolito nel 2003 e sostituito dal City of Manchester Stadium. Su un muro dello stadio si può notare un cartellone della partita di quel giorno, su cui è scritto "Man City v. Newcastle". La scritta è riportata alla maniera vetero-inglese, con le lettere delle due squadre nei rispettivi colori e la "v" di versus in rosso. È un richiamo all'infanzia di Noel: la prima partita che Gallagher vide dal vivo allo stadio fu proprio un match tra queste due squadre.

## Formazione
- Noel Gallagher - voce, chitarra acustica, chitarra elettrica, basso, cori
- Paul Arthurs - pianoforte
- Alan White - batteria, tamburello
- Nick Ingman - arrangiamenti orchestra